# Isum Patera
L'Isum Patera è una struttura geologica della superficie di Io.